# Protea lorifolia
Protea lorifolia là một loài thực vật có hoa trong họ Quắn hoa. Loài này được Fourc. miêu tả khoa học đầu tiên.